# Königsdorf (Bavaria)
Königsdorf este o comună aflată în districtul Bad Tölz-Wolfratshausen, landul Bavaria, Germania.